# Eugyrioides septum
Eugyrioides septum är en sjöpungsart som först beskrevs av Monniot 1978.  Eugyrioides septum ingår i släktet Eugyrioides och familjen kulsjöpungar. Inga underarter finns listade i Catalogue of Life.